# Deoterthron dentatum
Deoterthron dentatum is een kreeftachtigensoort uit de familie van de Deoterthridae. De wetenschappelijke naam van de soort is voor het eerst geldig gepubliceerd in 1980 door Bradford & Hewitt.